# Alció blau-i-negre
L'alció blau-i-negre (Todiramphus nigrocyaneus) és una espècie d'ocell de la família dels alcedínids (Alcedinidae) que habita rius de la selva i pantans de Nova Guinea i les illes Raja Ampat.